# Долін Антон Володимирович

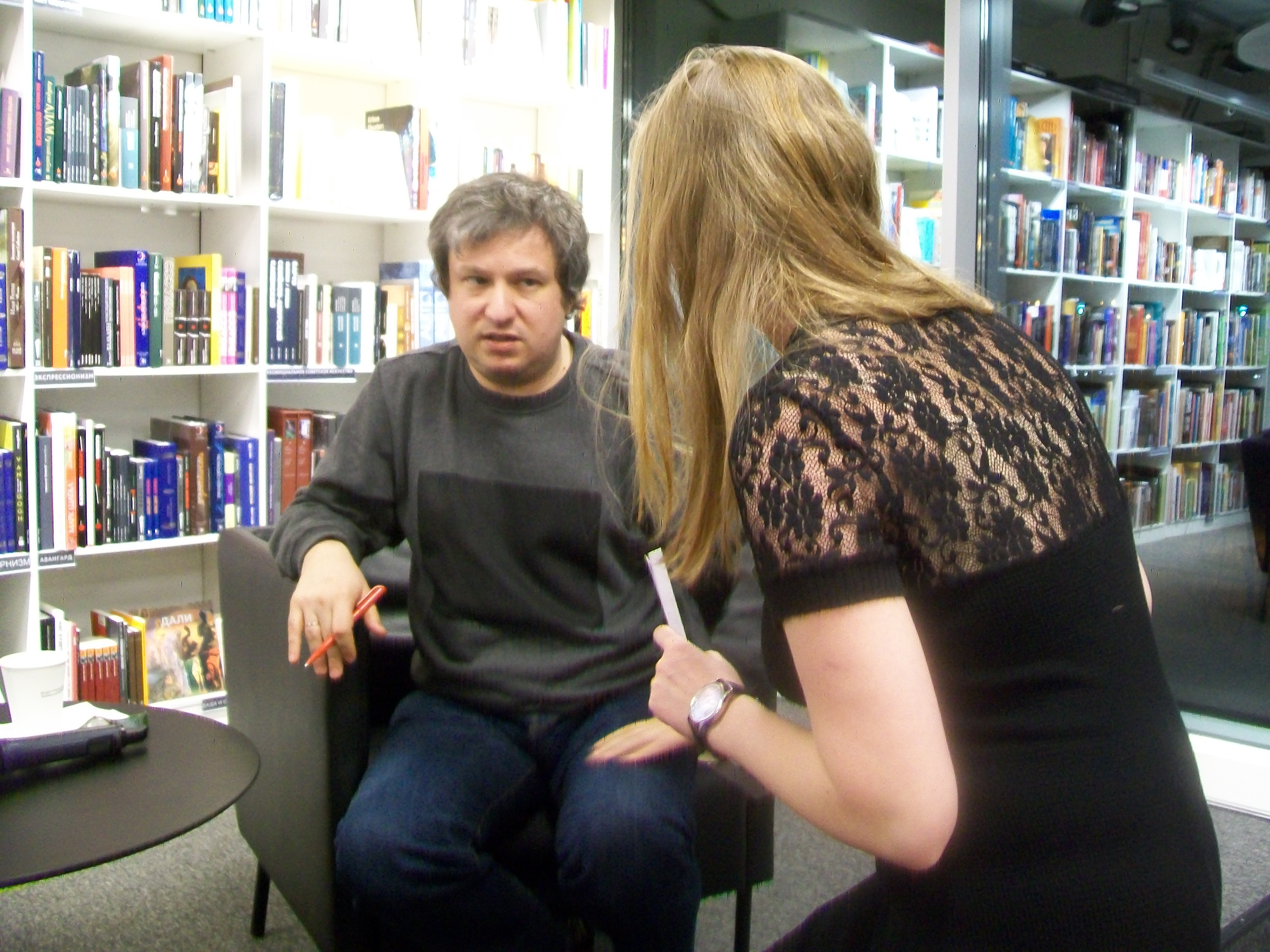
Антон Долін в Єльцин-центрі, 2017

Антон Володимирович Долін (рос. Анто́н Влади́мирович До́лин; нар. 23 січня 1976, Москва, Російська РФСР) — російський журналіст, кінокритик, ведучий радіостанцій «Маяк», «Вісті ФМ» і кінооглядач телепередачі «Вечірній Ургант» на Першому каналі, кандидат філологічних наук. З 11 червня 2017 року — головний редактор російського журналу «Мистецтво кіно».

## Біографія
Народився в родині російської поетеси Вероніки Доліної.

## Громадянська позиція
У березні 2014 року підписав листа «Ми з Вами!» Кіносоюзу на підтримку Революції гідності в Україні і осудом втручання Росії в політику України.
У травні 2018 року підтримав українського режисера Олега Сенцова, незаконно ув'язненого у Росії.
В 2022 році засудив російське вторгнення в Україну.